# Rodovia Americana-Paulínia
Rodovia Americana-Paulínia é o nome genérico dado a um conjunto de estradas vicinais que ligam as cidades brasileiras de Paulínia e Americana, no interior de São Paulo.

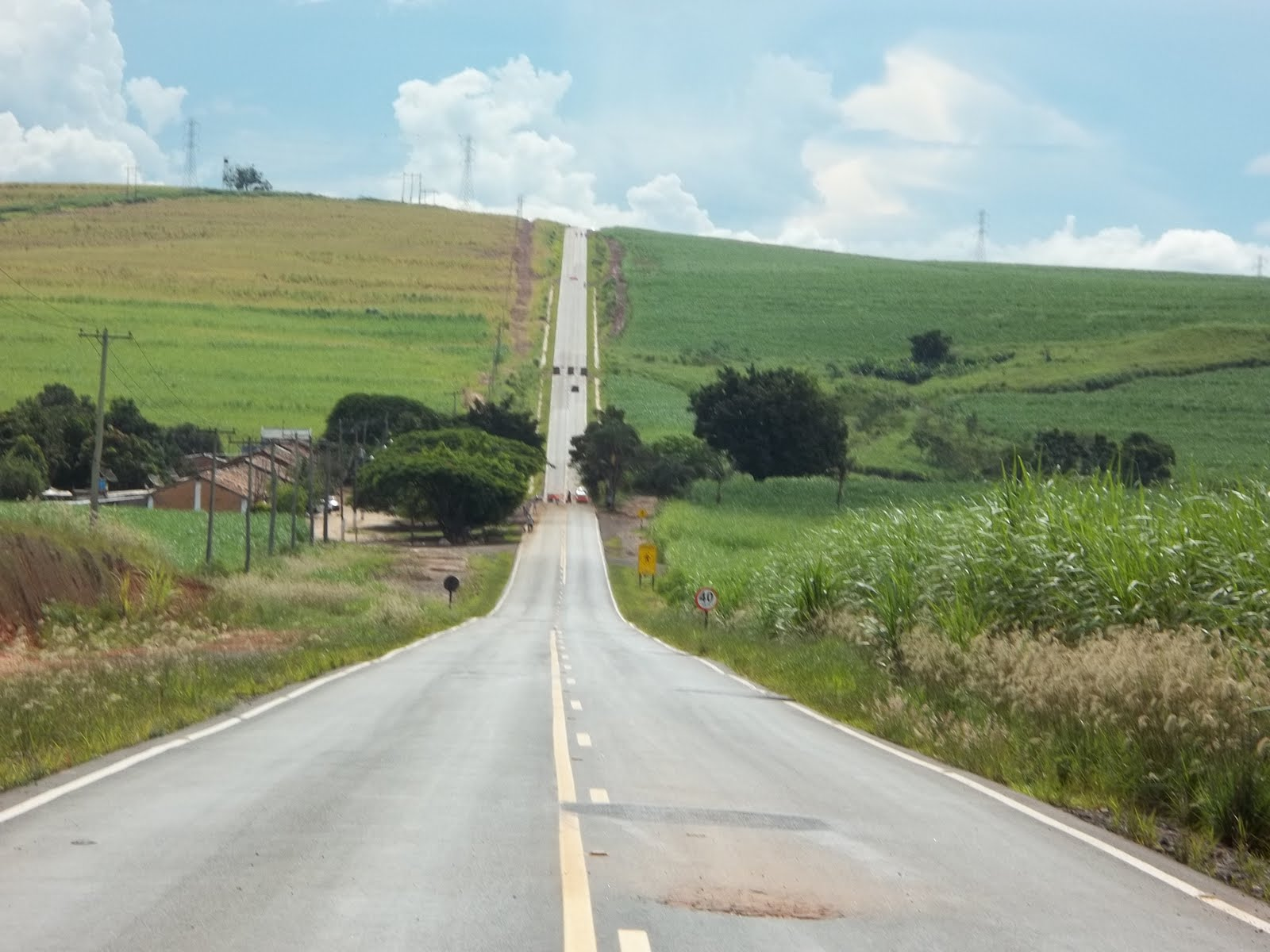
Vista da Rodovia em Americana

Em Paulínia o trecho corresponde ao trecho da PLN-346 denominado Estrada Municipal Raphael Perissinoto. No município de Americana a rodovia corresponde ao trecho pavimentado da Estrada Municipal Ivo Macris (que liga o município diretamente a Paulínia, mas através de um trecho sem pavimentação) e a um trecho sem denominação oficial. A rodovia ainda passa pelo município de Cosmópolis, dando acesso a esse através de uma estrada rural.
A Lei paulinense n° 2306, de 4 de novembro de 1999, oficializou a denominação Raphael Perissinoto para a via, enquanto em Americana a denominação Ivo Macris foi atribuída através da Lei n° 4922, de 15 de dezembro de 2009.
A Rodovia Americana-Paulínia possui 14,47 km de extensão, totalmente pavimentados e sinalizados. A pavimentação foi realizada pelo governo do estado de São Paulo, através de convênios realizados entre o DER-SP e as prefeituras de Paulínia e Americana, que não acarretaram custos diretos às respectivas prefeituras.

## Problemas

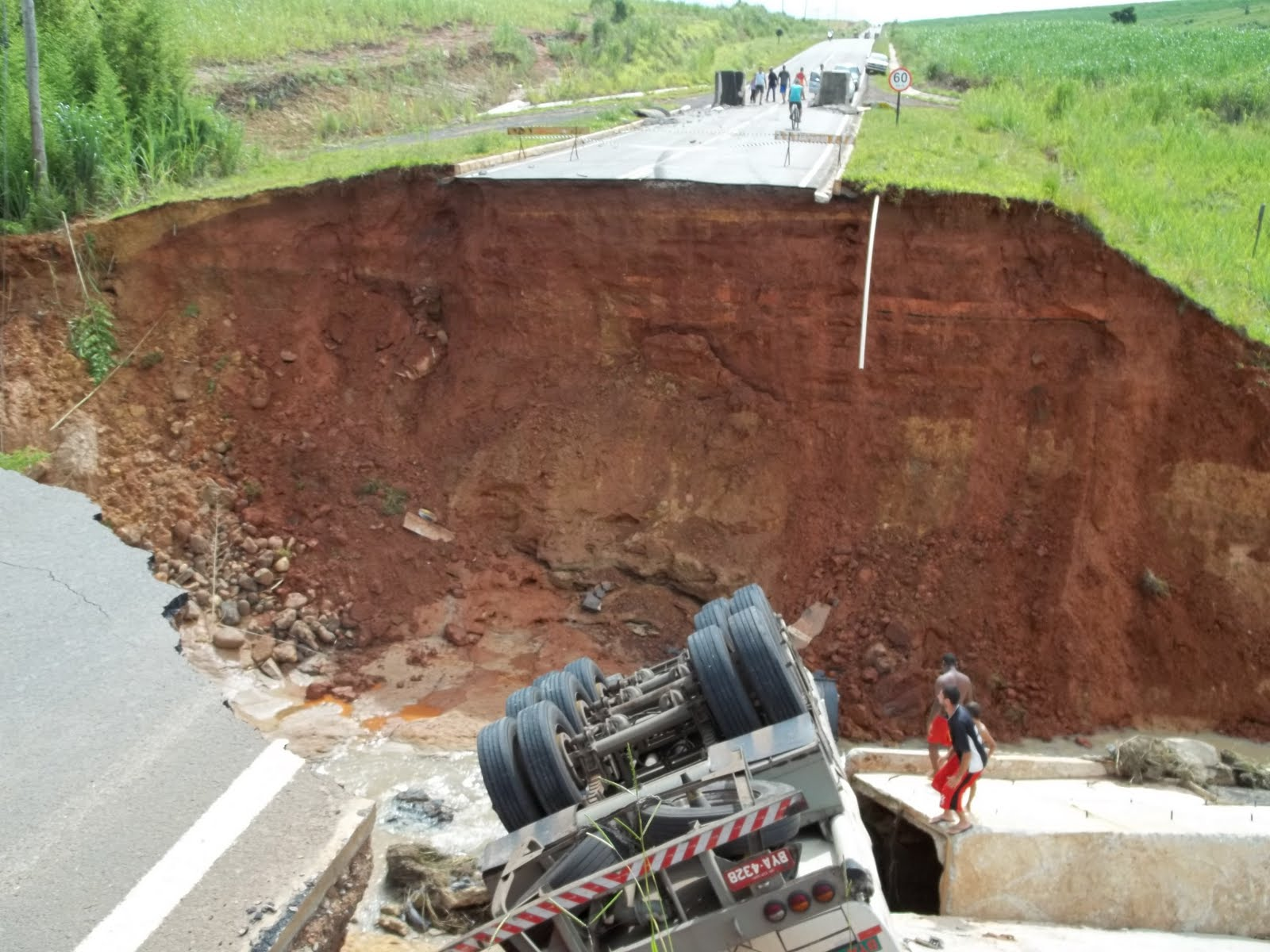
Caminhão caído na cratera aberta após fortes chuvas

A rodovia é utilizada como rota de fuga por motoristas que querem evitar os pedágios instalados na Rodovia Anhanguera, em Nova Odessa e na Rodovia Professor Zeferino Vaz (antiga Gal. Milton Tavares de Sousa), em Paulínia. Em 2010 a AutoBan, concessionária responsável pela administração do sistema Anhanguera-Bandeirantes, contratou um serviço de consultoria para fazer um levantamento da quantidade e tipos de carros passavam pela rodovia. A empresa negou que o levantamento fosse pelo fato da via ser usada como rota de fuga, e sim um trabalho sobre as rodovias concessionadas. Mas apesar do governo do estado realizar obras na rodovia, ela não era administrada pela empresa, e sim pelos municípios. Outra polêmica envolveu a Usina Ester, que fechou uma estrada que passava por suas terras e dava acesso a Cosmópolis a partir da rodovia Americana-Paulínia supostamente para evitar a rota de fuga, entretanto há outro acesso àquela cidade, através de outra estrada, em condições inferiores à estrada bloqueada. Foi sugerido por vereadores de Cosmópolis a desapropriação de parte das terras da Usina Ester, incluindo a ponte de alvenaria localizada sobre o Rio Jaguari, para permitir a construção de uma rota alternativa à SP-332.
Um trecho em Americana cedeu devido às fortes chuvas que acometeram a região no início de 2011, e até 2013 nenhuma obra foi feita no local, com exceção de uma desvio improvisado para carros leves, mas utilizado também por veículos pesados. O governo estadual liberou 1,6 milhões de reais para a construção de uma ponte, mas a prefeitura de Americana alegava serem necessários 2 milhões para a obra. A cratera provocou dois acidentes, um envolvendo um caminhão e outro uma motocicleta, cujo piloto acabou morrendo. Uma ponte no local só foi concluída e inaugurada em julho de 2014, após investimento de R$ 2,1 milhões. A inauguração foi realizada por Paulo Chocolate (PSC), presidente da Câmara de Americana que ocupava interinamente o cargo de prefeito, após a cassação do mandato de Diego De Nadai. A sinalização na via, entretanto, foi executada horas após a inauguração.
A via não possui acostamentos e em muitos trechos não há área disponível nas margens da rodovia, o que pode acarretar problemas em caso de acidentes. Atualmente o asfalto encontra-se em uma situação precária, com trechos de faixas inteiros sem camada asfáltica. Na via é o proibido o tráfego de veículos pesados, entretanto o desrespeito é constante, principalmente por caminhões-tanque. O prefeito de Americana, Omar Najar (PMDB), alegou em 2017 que seriam necessários R$ 15 milhões para a recuperação da estrada, e por não ter condições de fazer a manutenção, solicitou a estadualização da mesma para o DER-SP. Omar também solicitou informações ao DER sobre o contrato para pavimentação, realizada pelo órgão estadual em 2009, pois um levantamento técnico da prefeitura apontou que a qualidade do asfalto era muito baixa para o tráfego de veículos pesados. Além da situação do asfalto, o mato alto é um problema em vários trechos da rodovia, chegando a invadir a pista e ocasionando problemas com a sinalização vertical, que fica oculta. A sinalização horizontal, em grande parte da via, já não existe mais. Em 2017 moradores e usuários da rodovia fizeram um protesto por melhorias na pista e também em bairros localizados juntos à mesma, que não possuíam infraestrutura adequada, segundo os moradores. Um advogado foi preso na ocasião por supostamente incitar a manifestação.